# Гайяр, Патрик
Патри́к Гайя́р (фр. Patrick Gaillard, 12 февраля 1952 года, Париж) — французский автогонщик, пилот Формулы-1.

## Биография
Патрик Гайяр родился 12 февраля 1952 года в Париже в семье владельца транспортной компании.
В 1975 году стартовал во французской Формуле-Рено, в 1977 году перешёл в чемпионат Европы Формулы-3.
В 1978 году одержал в чемпионате две победы в Имоле и на Нюрбургринге, а также завоевал три вторых места, занял третье место в чемпионате, уступив только Яну Ламмерсу и Андерсу Олофссону. В конце года принял участие в гонке Формулы-2 в Японии, заняв четвёртое место.
В 1979 году выступал в Формуле-2, но в середине сезона заменил Дерека Дейли в команде Ensign, принимавшей участие в чемпионате мира Формулы-1. В пяти гонках трижды не прошёл квалификацию, один раз сошёл и один раз финишировал на 13 месте. После Гран-при Нидерландов был заменён в команде на Марка Зурера.
После ухода из Формулы-1 первоначально вернулся в Формулу-2. В 1980 году вновь выступил за команду Ensign Гран-при Испании в Формуле-1. Занял 6 место, дающее очки, однако в дальнейшем гонка была лишена зачётного статуса. Позже выступал в гонках спортивных автомобилей.
По окончании спортивной карьеры работал инструктором в гоночной школе AGS во Франции.

## Результаты гонок в Формуле-1
| Легенда к таблице |                                                                    |
| --- | ------------------------------------------------------------------ |
| В таблице перечислены результаты всех Гран-при Формулы-1, в которых принимал участие гонщик. Строками таблицы являются сезоны, столбцами — этапы чемпионата мира. В каждой клетке указаны сокращённое название этапа и результат, дополнительно обозначенный цветом. Расшифровка обозначений и цветов представлена в нижеследующей таблице. |                                                                    |
| \| Пример \| Описание \| \| ------------ \| ------------------------------------------------------------------ \| \| 1 \| Победитель \| \| 2 \| Второе место \| \| 3 \| Третье место \| \| 5 \| Финишировал, заработав очки \| \| Сход \| Не финишировал, но при этом заработал очки \| \| 12 \| Финишировал, не получив очков \| \| НКЛ \| Финишировал, но не попал в финальную классификацию \| \| 15 \| Участвовал вне зачёта, либо по отдельной классификации \| \| 18 \| Не финишировал, но попал в финальную классификацию \| \| Сход \| Не финишировал \| \| НКВ \| Не прошёл квалификацию \| \| НПКВ \| Не прошёл предквалификацию \| \| ДСК \| Дисквалифицирован \| \| ИСК \| Исключён из протокола соревнований \| \| ТТ \| Заявлен для участия только в тренировках \| \| НС \| Участвовал в квалификации, но не стартовал в гонке \| \| Т \| Травмирован или болен \| \| ОТК \| Отказ от участия \| \| НТР \| Прибыл на соревнования, но на трассу не выезжал \| \| НПР \| Был заявлен в числе участников, но не прибыл к началу соревнований \| \| О \| Соревнования отменены \| \| \| Не участвовал \| \| Поул-позиция \| \| \| Быстрый круг \| \| |                                                                    |
| Пример | Описание                                                           |
| 1 | Победитель                                                         |
| 2 | Второе место                                                       |
| 3 | Третье место                                                       |
| 5 | Финишировал, заработав очки                                        |
| Сход | Не финишировал, но при этом заработал очки                         |
| 12 | Финишировал, не получив очков                                      |
| НКЛ | Финишировал, но не попал в финальную классификацию                 |
| 15 | Участвовал вне зачёта, либо по отдельной классификации             |
| 18 | Не финишировал, но попал в финальную классификацию                 |
| Сход | Не финишировал                                                     |
| НКВ | Не прошёл квалификацию                                             |
| НПКВ | Не прошёл предквалификацию                                         |
| ДСК | Дисквалифицирован                                                  |
| ИСК | Исключён из протокола соревнований                                 |
| ТТ | Заявлен для участия только в тренировках                           |
| НС | Участвовал в квалификации, но не стартовал в гонке                 |
| Т | Травмирован или болен                                              |
| ОТК | Отказ от участия                                                   |
| НТР | Прибыл на соревнования, но на трассу не выезжал                    |
| НПР | Был заявлен в числе участников, но не прибыл к началу соревнований |
| О | Соревнования отменены                                              |
| | Не участвовал                                                      |
| Поул-позиция |                                                                    |
| Быстрый круг |                                                                    |

| Сезон | Команда | Шасси       | Двигатель | Ш | 1   | 2   | 3   | 4   | 5   | 6   | 7   | 8       | 9      | 10      | 11       | 12      | 13  | 14  | 15  | Место | Очки |
| ----- | ------- | ----------- | --------- | - | --- | --- | --- | --- | --- | --- | --- | ------- | ------ | ------- | -------- | ------- | --- | --- | --- | ----- | ---- |
| 1979  | Ensign  | Ensign N179 | Cosworth  | G | АРГ | БРА | ЮАР | СШЗ | ИСП | БЕЛ | МОН | ФРА НКВ | ВЕЛ 13 | ГЕР НКВ | АВТ Сход | НИД НКВ | ИТА | КАН | США | -     | 0    |